# کیکارانگ
کیکارانگ (اندونزیایی: Cikarang) شهری در استان جاوه غربی کشور اندونزی است. جمعیت این شهر بر اساس سرشماری سال ۱۹۹۰ میلادی، ۱۲۹٫۰۵۳ نفر و بر اساس سرشماری سال ۲۰۰۰ میلادی، ۱۱۳٫۶۳۹ بوده که در سال ۲۰۰۷ میلادی به ۱۰۳٫۳۰۸ نفر افزایش یافته‌است.